# Бреме (роман)
Бреме је роман који је написала Агата Кристи. Први издавач дела је Heinemann, у Уједињеном Краљевству 12. новембра 1956. године. Роман првобитно није објављен у САД, касније је књигу издао Dell Publishing септембра 1963. Књига је последњи од шест романа које је Кристи написала под именом Мери Вестмакот.
Наслов романа је преузет из 11. поглавља, 30. стиха Јеванђеља по Матеју. Пун цитат, како је цитиран у епиграфу романа, гласи:
„For my yoke is easy, and my burden is light."

## Резиме радње
Када се роди млађа сестра Лауре Френклин, Ширли, Лаура је антипатише и убрзо почиње да прижељкује, па чак и да се моли да њена сестра умре. Али након што спаси Ширлијин живот у пожару, она доживљава потпуну промену осећања и постаје веома привржена и заштитнички настројена према њој. Касније, како сестре одрастају и заљубљују се, Лаура почиње да схвата да је терет њене љубави према Ширли драматично утицао на њихове животе.

## Књижевни значај и рецепција
Рецензија Сириол Харт у Times Literary Supplement од 7. децембра 1956. наводи: „Бреме је дело писца који је Мери Вестмакот са већ шест књига и Агата Кристи са више него што ико може да изброји. Упркос модерним паметним украсима, ово изгледа као уметност приповедања која би била на своме у најопорнијем традиционалном женском часопису, где се сви проблеми решавају када мишолика јунакиња стави руж за усне (назван, у овом случај „Фатална јабука“) и пронађе љубав свог живота.“
Вернон Џонсон је написао рецензију романа за Гардијан 20. новембра 1956. Књигу је назвао „фантастичном новелом“ и цитирао јр неколико редова из књиге на омаловажавајући начин, наводећи да су то примери „стила и тритменат“.

## Историја публикације
- 1956, Heinemann  (Лондон), 12. новембар 1956, тврд повез, 236 стр.
- 1963, Dell Books (Њујорк), септембар 1963, меки повез, 223 стр.
- 1973, Dell Books, тврди повез, 192 стр.
- 1973. Arbor House, (Њујорк), тврди повез, 223 стр.
- 1975, Fontana Books (импринт - HarperCollins), меки повез, 192 стр.
- 1979, Велико штампано издање, Ulverscroft, тврди повез, 321 стр.  0-7089-0331-2